# Bustadtjärnen (Hotagens socken, Jämtland)
Bustadtjärnen är en sjö i Krokoms kommun i Jämtland och ingår i Indalsälvens huvudavrinningsområde. Sjön har en area på 0,121 kvadratkilometer och ligger 385,6 meter över havet.

## Delavrinningsområde
Bustadtjärnen ingår i det delavrinningsområde (709427-141310) som SMHI kallar för Utloppet av Rörvattnet. Medelhöjden är 428 meter över havet och ytan är 32,59 kvadratkilometer. Räknas de 93 avrinningsområdena uppströms in blir den ackumulerade arean 652,73 kvadratkilometer. Lockringsån (Grubbdalsån) som avvattnar avrinningsområdet har biflödesordning 3, vilket innebär att vattnet flödar genom totalt 3 vattendrag innan det når havet efter 297 kilometer. Avrinningsområdet består mestadels av skog (76 procent). Avrinningsområdet har 5,48 kvadratkilometer vattenytor vilket ger det en sjöprocent på 16,8 procent.